# Johann Georg Alberti
Pour les articles homonymes, voir Alberti.
Johann Georg Alberti (né en 1644; mort en 1722) est un organiste et facteur d'orgue allemand originaire de Dortmund.

## Biographie
Alberti, né à Hattingen, est issu d'une famille de facteurs d'orgue. Déjà son grand-père Peter Alberti († 1670), organiste à Hattingen, et son père Albertus Alberti (1614-1670) ont construit des orgues. Alors que son père est organiste à l'église Sankt-Reinold à Dortmund, il ouvre son atelier dans la ville, atelier que reprendra le fils à la mort de son père.
Johann Georg Alberti construit différents orgues en Westphalie, entre autres à Witten (1696) et à Dortmund (Wellinghofen) où l'on conserve encore le contrat de 1709 qui prévoit la reconstruction (réussie) de l'orgue de Witten pour 320 thalers.

## Réalisations (sélection)
| Année | Lie                     | Bâtiment                            | Photo | Clavier | Registre | Remarques |
| ----- | ----------------------- | ----------------------------------- | ----- | ------- | -------- | --------- |
| 1696  | Witten                  |                                     |       |         |          |           |
| 1709  | Dortmund (Wellinghofen) | Alte Kirche (Dortmund-Wellinghofen) |       |         |          |           |

## Source
- (de) Cet article est partiellement ou en totalité issu de l’article de Wikipédia en allemand intitulé « Johann Georg Alberti » (voir la liste des auteurs).
- Ingomar Kury: 1710 - 2010. Dreihundert Jahre Alberti-Orgel in der Alten Kirche Wellinghofen. Dortmund 2010